# Don’t Starve
Don’t Starve ist ein Indie-Survival-Spiel, das von dem kanadischen Entwicklerstudio Klei Entertainment entwickelt und veröffentlicht wurde. Es erschien am 23. April 2013 als Download-Titel für diverse Plattformen. Eine iOS-Version folgte am 9. Juli 2015, eine Fassung für Nintendo Switch im April 2018.
Don’t Starve ist ausschließlich im Einzelspielermodus spielbar. Am 21. April 2016 erschien nach längerer Early-Access-Phase die eigenständige Mehrspieler-Erweiterung Don’t Starve Together, die einen Koop-Modus implementierte.

## Spielprinzip
Der Spieler übernimmt die Rolle eines von mehreren Charakteren, der zu Spielbeginn in einer zufallsgenerierten Wildnis, die aber im Spielmenü am Anfang veränderbar ist, erwacht. Dort wird er von Maxwell, dem Puppenspieler, begrüßt. Ziel des Spiels ist das Überleben über einen möglichst langen Zeitraum, durch das Aufrechterhalten von Sättigung, geistiger Gesundheit und Lebensenergie. Zu diesem Zweck können, wie in anderen Vertretern des Genres, Ressourcen abgebaut, Nahrungsmittel gesammelt und angebaut, Gegenstände hergestellt und Gegner bekämpft werden. Dem Spieler setzen dabei Nahrungsmangel, Dunkelheit und verschiedene Gegner zu.
Im laufenden Sandbox-Modus ist es möglich, in den Adventure-Modus zu wechseln. In diesem startet der Spieler in einer neuen Welt, muss jedoch verschiedene Aufgaben lösen, um den nächsten Spielabschnitt zu erreichen. Am Ende des Adventure-Modus trifft der Spieler erneut auf Maxwell und nimmt seinen Platz ein.
Stirbt der Spieler und hat vorher keinen Respawn-Punkt (sogenannten Touchstone) aktiviert oder kein Amulett angelegt, kann der Spieler nicht erneut in die Spielwelt zurückkehren (respawnen) und das Spiel ist beendet. Don’t Starve basiert auf dem sogenannten Permadeath, bei dem ein Speichern des Fortschritts nur bei Verlassen des Spielstands möglich ist. Durch erspielte Punkte, die man durch Überleben erhält, werden neue Charaktere freigeschaltet.
Jeder Charakter hat eine andere Fähigkeit, die während des Spielverlaufs sehr hilfreich sein kann, wie zum Beispiel mehr Schaden, mit Feuer umgehen oder verdorbenes Essen ohne Schaden einnehmen. Die Welt ist eher im Comic-Stil dargestellt und hat etwas Düsteres an sich.

## Rezeption
Don’t Starve erhielt überwiegend gute Kritiken. GameStar lobte die schräge Optik, den guten Spielfluss und die anhaltende Motivation. Kritisiert wurde die schwache Handlung und die mangelnde optische Abwechslung sowie der fehlende Mehrspielermodus. Metacritic verzeichnet für die PC-Version einen Metascore von 79/100.

„‚Don’t Starve‘ ist ein archaischer Survival-Trip, der an die menschlichen Urinstinkte appelliert, der den uns angeborenen Selbsterhaltungstrieb aktiviert. […] Ein Spiel, von dem man viel lernen kann.“

„Gnadenloser Kampf gegen Hunger und Monster in Tim Burton’scher Horrorwelt. Das Öko- & Bausystem ist cool, der Wiederholungszwang nervt.“